# 吴重憙
吴重憙（1838年—1918年），字仲怡（又作仲饴、仲怿），号梦舸（又作蓼舸）、石莲，山东海丰人，吴式芬之子，清朝官员。

## 生平
吴重憙于同治元年（1862年）中举人，后授工部郎中。历官陈州知府、开封知府、江安粮道、署理江苏布政使、福建按察使、江宁布政使、直隶布政使等职。由于吴重憙曾是袁世凯科举时的主考官，袁对其很尊敬，光绪二十八年（1902年）袁世凯回乡葬母期间，吴重憙曾出任40天的护理直隶总督。光绪三十二年（1906年）、三十四年（1908年）在袁世凯提携下，他又先后任江西巡抚、河南巡抚。
中华民国成立后他闲居天津，此后袁世凯还授予其总统府顾问的名誉。

## 家庭
有子吴嵚，光绪十四年（1888年）副贡生。孙吴保锴。